# Joensuu
Joensuu Észak-Karélia fővárosa, Kelet-Finnország legnagyobb és legnépesebb városa, jelentős egyetemi város. Elhelyezkedése Kelet-Finnország tartományban, Észak-Karélia régióban van. A várost 1848-ban alapította I.Miklós orosz cár. 
Itt lévő három felsőoktatási intézményben több mint 20 000 hallgatója van. Európa erdészeti fővárosának is nevezik, mivel a városban található az Európai Erdészeti Intézet.

## Közlekedés
Gépjárművel a 6-os úton jutahtunk el Helsinkiből Joensuuba. Az út hossza 600 km.
Vonattal Jonesuu a legkeletibb település Finnországba, ahova közvetlen járat közlekedik. Az utazás InterCity-vel is több mint 4 óra.
Joensuu rendelkezik reptérrel is, ahova naponta járnak FinnAir repülői Helsinkiből.

## Testvérvárosok
- Linköping, Svédország
- Ísafjarðarbær, Izland
- Tønsberg, Norvégia
- Szuojarvi, Oroszország
- Petrozavodszk, Oroszország
- Szortavala, Oroszország
- Hof, Németország